# Métro de Harbin
Le Métro de Harbin (en chinois : 哈爾濱地鐵) est l'un des systèmes de transport en commun de Harbin, capitale de la province du Heilongjiang, en république populaire de Chine.

## Histoire
La ligne 1 est mise en service le 26 septembre 2013, la ligne 3 le 26 janvier 2017 et la ligne 2 le 19 septembre 2021.
Le 26 novembre 2024, le bouclage complet de la ligne 3 est achevé.

## Réseau
Le réseau métropolitain de Harbin est composé de 3 lignes intégralement situées en souterrain. Chacune des rames du réseau est composée de 6 voitures.
| Ligne | Parcours                                                      | Mise en service   | Dernier prolongement | Longueur (km) | Nombre de stations | Fabriquant des rames                      |
| ----- | ------------------------------------------------------------- | ----------------- | -------------------- | ------------- | ------------------ | ----------------------------------------- |
|       | Rue Xinjiang ↔ Gare de l'Est                                  | 26 septembre 2013 | 28 septembre 2019    | 26,1          | 23                 | CRRC Changchun Railway Vehicles Co., Ltd. |
|       | Cité universitaire du Jiangbei ↔ Observatoire de météorologie | 19 septembre 2021 | -                    | 28,7          | 19                 | CRRC Changchun - Bombardier               |
|       | Ligne circulaire                                              | 26 janvier 2017   | 26 novembre 2024     | 37,6          | 36                 | CRRC Changchun Railway Vehicles Co., Ltd. |

## Développement ultérieur
Une fois terminée, la ligne 3 (Orange) sera circulaire avec 32 stations pour une longueur de 37 km.
À long terme, le réseau de métro devrait compter cinq lignes qui, une fois terminées, présenteraient une longueur totale de 143 km.